# Rotala subrotunda
Rotala subrotunda är en fackelblomsväxtart som först beskrevs av Nathaniel Wallich och Wilhelm Sulpiz Kurz, och fick sitt nu gällande namn av Emil Bernhard Koehne. Rotala subrotunda ingår i släktet Rotala och familjen fackelblomsväxter. Inga underarter finns listade i Catalogue of Life.